# James Nasmyth

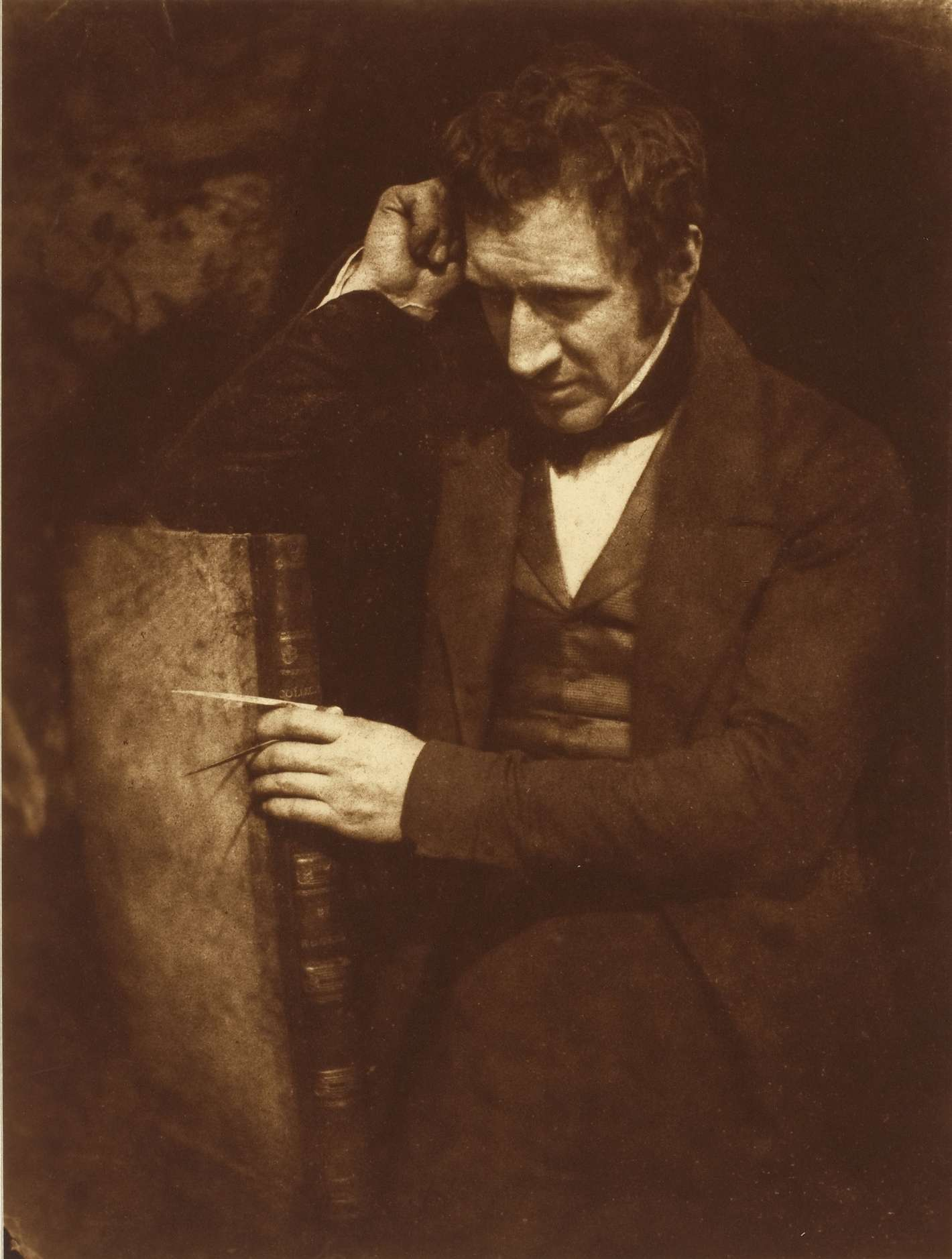
James Nasmyth auf einer Fotografie des Jahres 1844 von R. Adamson und D. O. Hill

James Nasmyth (* 19. August 1808 in Edinburgh; † 7. Mai 1890 in London) war ein schottischer Ingenieur und Erfinder des Dampfhammers.

## Leben und Werk
James Nasmyth war ein Sohn des Malers Alexander Nasmyth; sein älterer Bruder Patrick und seine Schwestern Jane, Barbara, Margaret, Elizabeth, Anne und Charlotte wurden ebenfalls in der Malerei aktiv. James besuchte in Edinburgh die Kunstschule und die Universität. Seine handwerklichen Fähigkeiten hatte er sich selbst als Hobby-Mechaniker angeeignet. Nach dem Besuch der Universität ging er nach London, erfüllt von vielen Plänen und mit Modellen verschiedener Maschinen und arbeitete ab 1828 für zwei Jahre als persönlicher Assistent Henry Maudslays in dessen Firma H. Maudslay, Son & Field. In dieser Zeit erfand Nasmyth auch die Mutternfräsmaschine, welche 1829 von Maudslay gebaut und vertrieben wurde.
1834 etablierte er sich in Manchester und gründete die Firma „Nasmyth, Gaskell and Co.“, um Werkzeugmaschinen, Dampfmaschinen, Dampfkessel und Werkzeuge für die Eisen- und Stahlbearbeitung zu fertigen. Schon 1836 baute er dort eine Waagerecht-Hobelmaschine, deren Bekanntheitsgrad auch an ihrer umgangssprachlichen Bezeichnung „Nasmyth’s steam arm“ erkennbar ist. Aus seiner Firma zog er sich 1856 zurück.

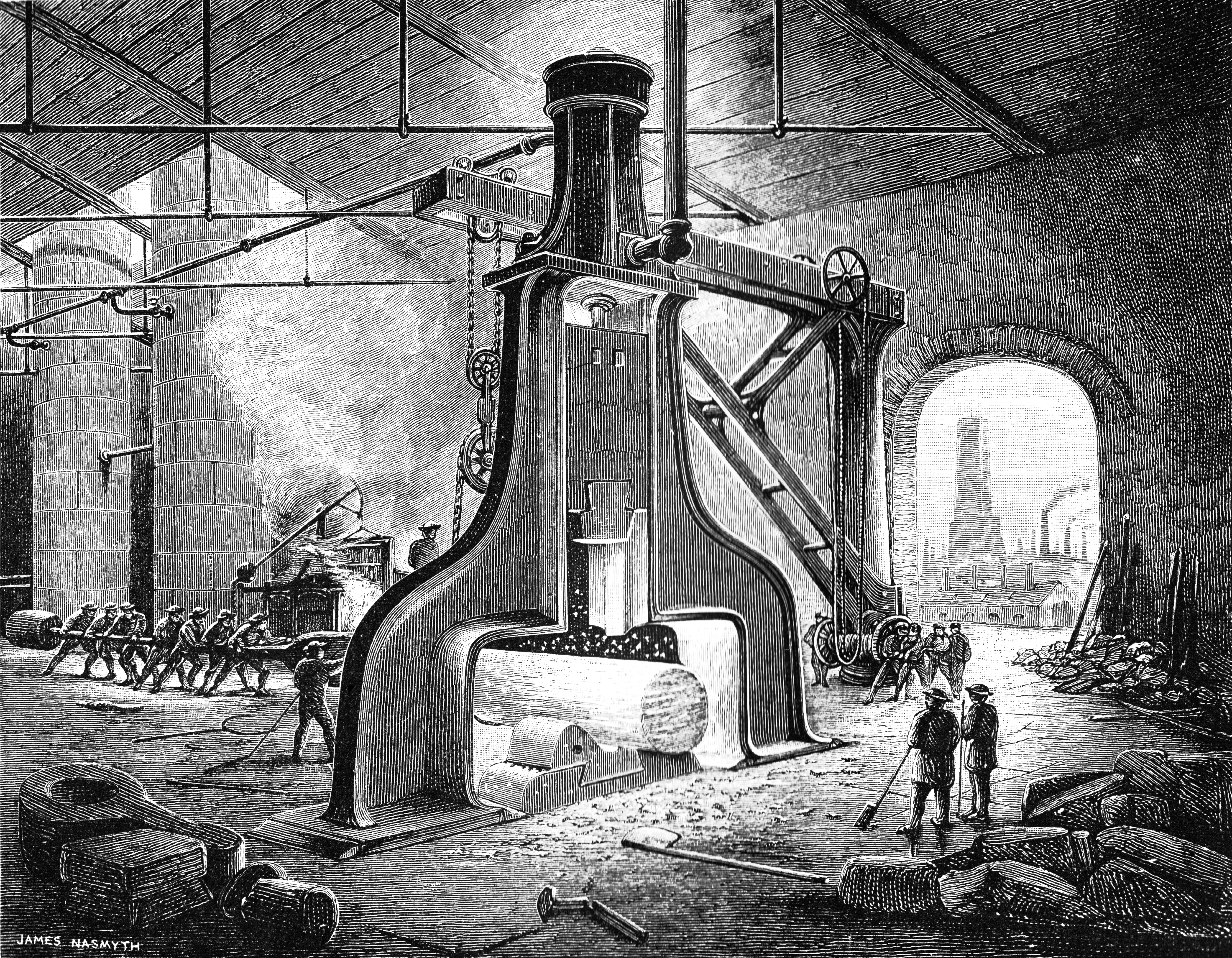
Dampfhammer zum Schmieden einer Schiffswelle

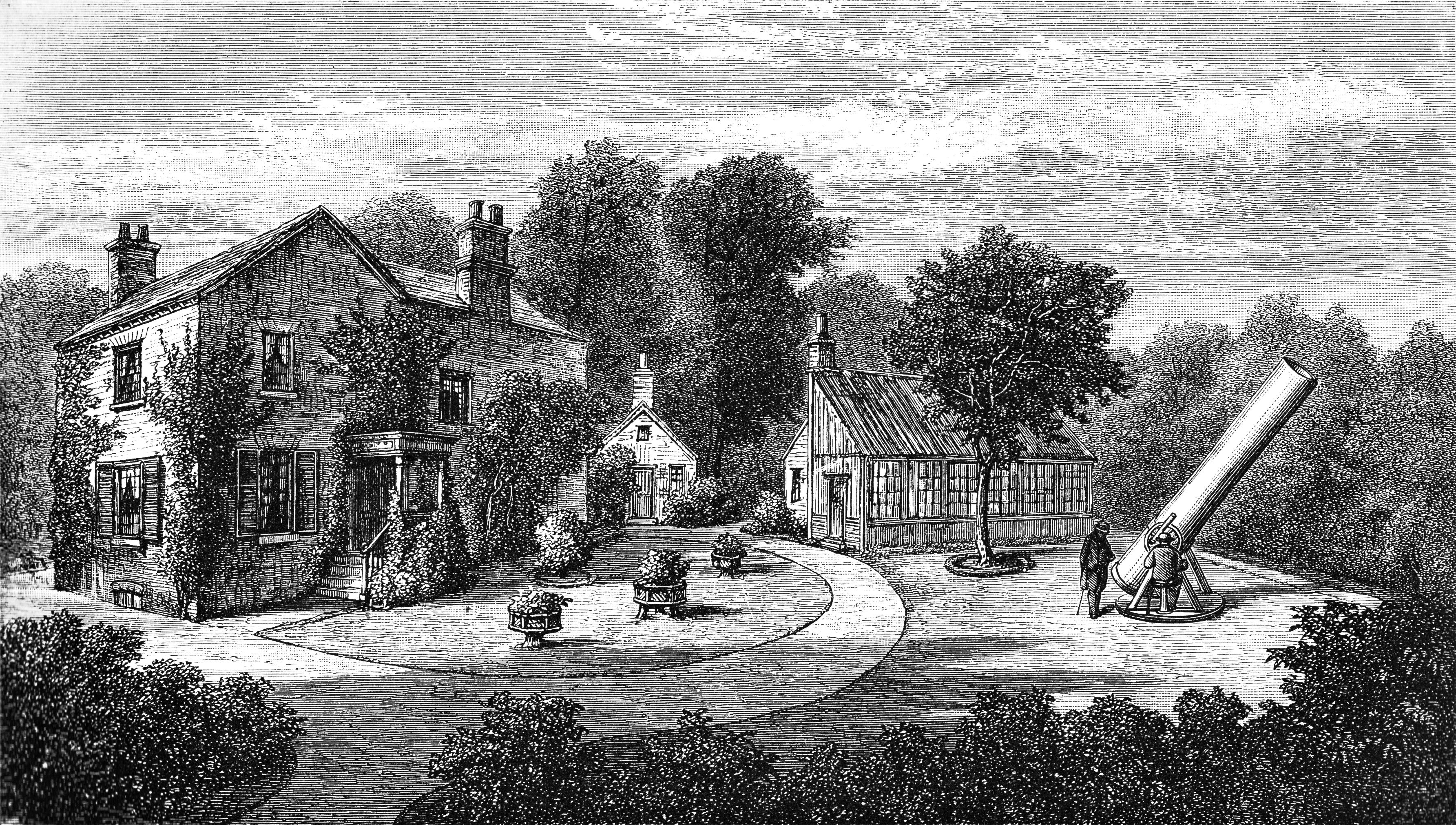
Nasmyths Wohnhaus und Teleskop

Seine bekannteste Konstruktion ist der von ihm ab 1839 entworfene Dampfhammer, bei dem der Hammerbär unmittelbar von der Kolbenstange einer Dampfmaschine angetrieben wird. Anlass für die Konstruktion war die mit den herkömmlichen Schmiedeverfahren (Handarbeit oder durch Kraftmaschine angetriebene Fallhämmer) wegen ihrer Größe und den Lastanforderungen nicht mehr schmiedbare Antriebswelle für das Dampfschiff Great Britain. Ideen für einen dampfgetriebenen Schmiedehammer waren bereits in Patenten von James Watt aus dem Jahr 1784 und William Deverell aus dem Jahr 1806 geäußert worden; ferner erhielt 1836 in Frankreich François Cavé ein Patent auf das Wirkprinzip. Die Konstruktion von Nasmyth hingegen wurde erst 1842 zum Patent angemeldet. Der erste Nasmythsche Dampfhammer ging nach weiterer konstruktiver Verbesserung durch Nasmyths Chefingenieur Robert Wilson 1843 in Betrieb. 1842 hatte aber zugleich auch der Franzose François Bourdon, der 1840 Einsicht in eine Dampfhammerskizze Nasmyths erlangt hatte, ein Patent auf einen solchen erteilt bekommen. Bourdon gelang es noch im gleichen Jahr, also 1842, seinen Hammer bei Le Creusot zu bauen, in Betrieb zu nehmen und überdies anlässlich eines Besuchs Nasymths in Le Creusot diesem vorzuführen. Das Leistungsvermögen des Bourdonschen Hammers war so hoch, dass die zwölfstündige Arbeit eines Fallhammers in viereinhalb Minuten verrichtet wurde. Bei den Verbesserungsarbeiten am Nasymthschen Dampfhammer 1843 wurde das Wirkungsprinzip dadurch verbessert, dass man ihn doppelt wirkend ausführte.
Nasmyth erfand auch die Dampframme, wandte 1854 überhitzten Wasserdampf beim Puddeln an, gab auch neue Konstruktionen für Walzwerke, Bohrmaschinen, Fräsmaschinen, baute die erste Feilmaschine für gröbere Arbeit, eine biegsame Welle aus gewickeltem Stahldraht und noch weiteres.
Er beschäftigte sich auch mit praktischer Astronomie, entwickelte und baute einen eigenen Teleskoptyp (Nasmyth-Teleskop), erforschte mit dem Teleskop die physikalische Beschaffenheit des Mondes, und schrieb mit James Carpenter ein Buch über den Mond (The Moon Considered as a Planet, a World, and a Satellite), das 1874 veröffentlicht und in mehrere Sprachen übersetzt wurde.
Der Mondkrater Nasmyth und der Asteroid (5680) Nasmyth sind nach ihm benannt.

## Werke

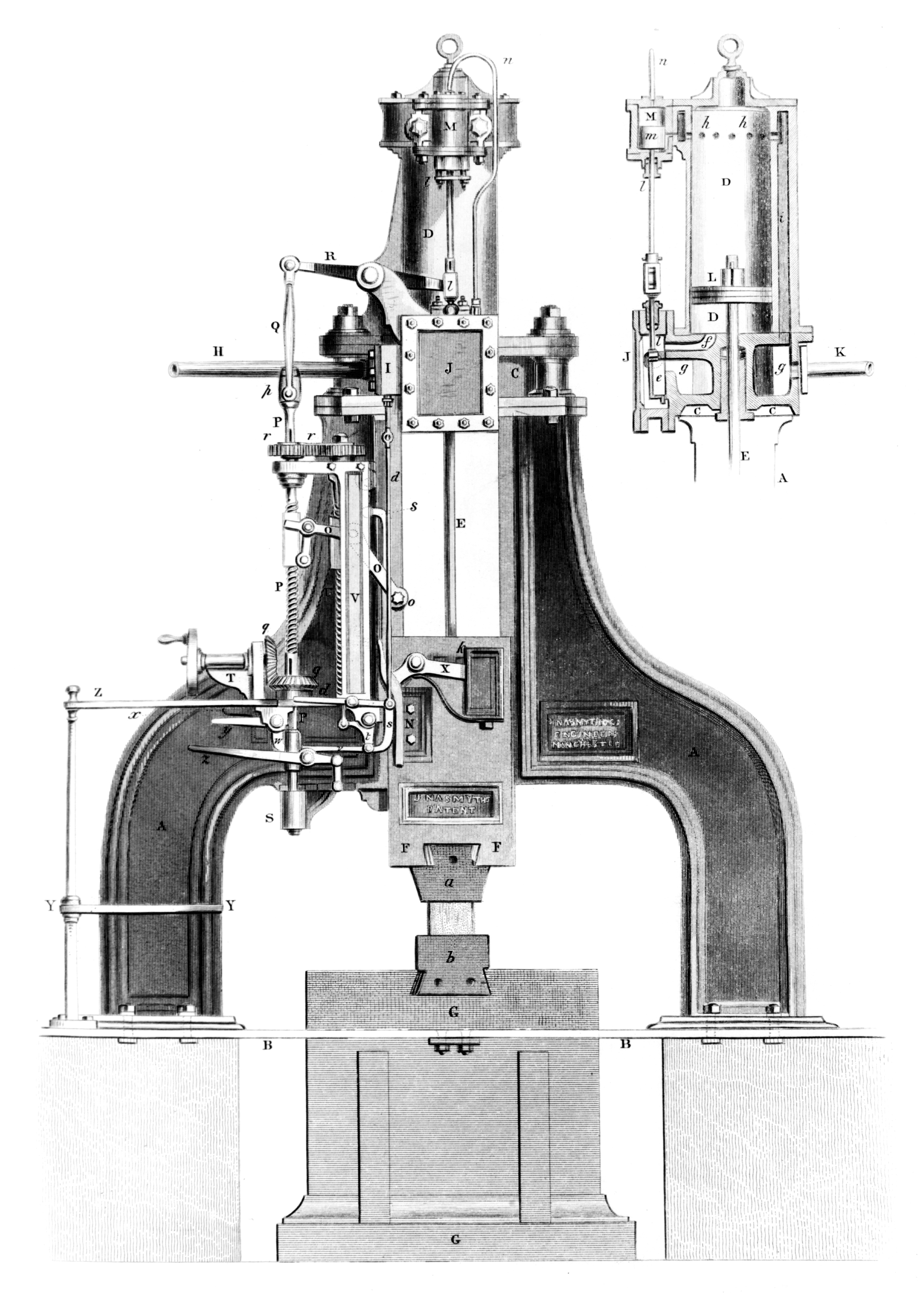
Patentzeichnung des Dampfhammers

- James Nasmyth, Samuel Smiles (ed.): James Nasmyth engineer; an autobiography, John Murray, London, 1883
- Der Mond als Planet, Welt und Trabant („The moon considered as a planet, a world and a satelite“). Verlag Voss, Hamburg 1906 (Nachdr. d. Ausg. Leipzig 1876).